# Гусаров, Дмитрий Владимирович
Дми́трий Влади́мирович Гуса́ров (род. 20 декабря 1973) — российский геймдизайнер, генеральный директор студии Katauri Interactive, геймдизайнер в «Неодинамике».

## Биография
...хочу сказать нашим многочисленным поклонникам, что я, Дмитрий Гусаров, и Александр Язынин работаем в «Неодинамике», и Katauri – также наша компания, она никуда не делась.Гусаров Д.В., "История творчества Дмитрия Гусарова" на DTF

### Генерал
Профессиональная карьера Дмитрия началась с создания стратегической игры «Генерал» в 1999 году. Игра почти не имела графики, но отличалась оригинальным геймплеем. Дмитрий начал создание игры в одиночку, выступая геймдизайнером и программистом. Главными фишками игры отмечаются: искусственный интеллект противников, генералы, которые прокачиваются, стареют, умирают, а также мультиплеер в котором игроки совершают свои ходы одновременно. Так же рекорды игроков выводились на главный сайт General Online. Во время общения с игроками Дмитрий собрал команду энтузиастов под названием «NewGame Software». В документации автор писал, что у него много идей и он нуждается в работе. Эти слова были адресованы издателям компьютерных игр.
Аудитория «Генерала» оказалась сказочно интеллектуальной. Люди писали мне добрые письма, давали дельные советы, помогали чем могли.Гусаров Д.В.

### Космические рейнджеры
В 1999 году Дмитрию хотелось создать крупный проект на подобии цивилизации, но ресурсов на это не было, поэтому было принято решение сделать игру про космос, так появились Космические рейнджеры. В игре было много различных механик: свободный полет, торговля, пираты, развитый ИИ, а главное — живой мир, который придумал и запрограммировал Дмитрий. В процессе разработки пришла идея сделать маленькие текстовые квесты на планетах. Для них был создан редактор и выложен в сеть, где любой желающий мог попробовать написать диалоги для игры. За время создания игры, команда сильно выросла, над рейнджерами со всей страны работало около 40 человек, где, каждый делал что мог, под руководством и наставлениями Дмитрия, который выступал в роли главного геймдизайнера, программиста логики и сценариста.
Лишь после полного завершения работы, Дмитрию удалось найти издателя. Им выступил 1С, для заключения договора разработчики создали юридическое лицо Elemental Games. В 2004 основная часть разработчиков во главе с Дмитрием Гусаровым основали компанию Katauri Interactive, которая была названа в честь истребителя из Космических рейнджеров.
В 2003 году на фоне успеха первой части была начата работа на сиквелом, Космические рейнджеры 2: Доминаторы. Работа шла хорошо, появилось много высококвалифицированных кадров. Гусарову очень хотелось добавить в игру RTS на подобии Nether Earth, а также улучшить сюжет и дополнить мир и механики. Игра понравилась игрокам и была финансово успешна, в связи с чем Дмитрий предложил 1С новый маштабный проект.

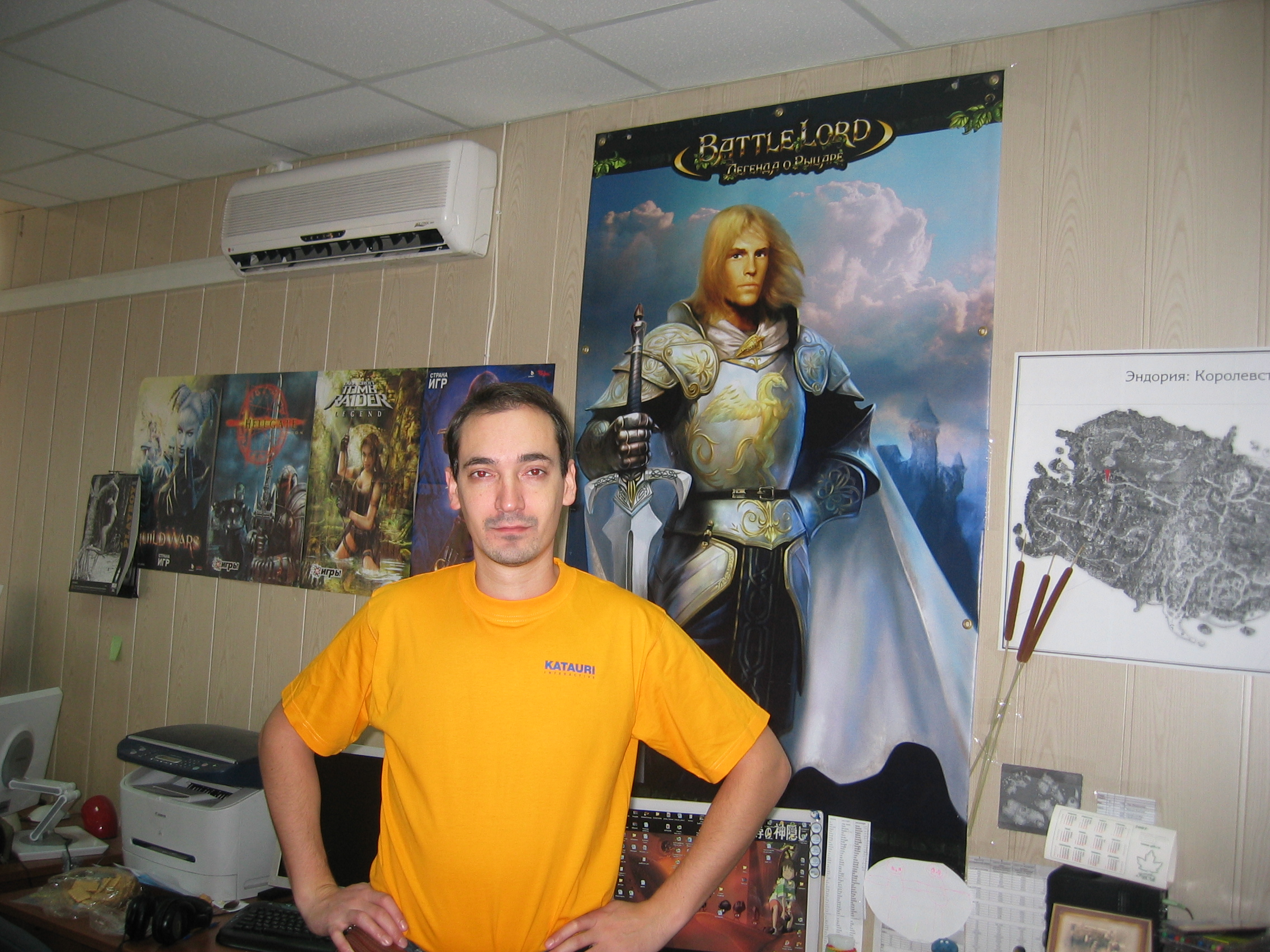
Гусаров Д. В. в офисе, 2007

### King’s Bounty
Игра «King's Bounty: Легенда о рыцаре» начала разрабатываться в 2005 году, под издательством 1С, в ней Гусаров в первую очередь занимал роль главного геймдизайнера, что позволило ему сосредоточится на придумывании и внедрении большого количества различных механик. Игра имела увлекательный сюжет и отличалась огромным количеством отсылок и пародий. King’s Bounty вышла успешной и Дмитрий Гусаров уже в Калининграде начал разработку 2-й части — «King's Bounty: Принцесса в доспехах».
Игра вышла в 2009 году, она была принята как отечественной, так и зарубежной игровой прессой с особой теплотой и завоевала признание игроков. О создании «King's Bounty: Принцесса в доспехах» Дмитрий написал так: «Я провёл работу над ошибками — придумал удобный сюжет, разделив мир на острова. Это позволило сделать игру всего за один год».

### Royal Quest
В 2012 году под руководством Дмитрия Katauri Interactive выпустила новую игру — MMORPG «Royal Quest». Проект, как и все предыдущие, был принят публикой довольно тепло, однако, в какой-то момент в процесс разработки начал вмешиваться издатель, что оказалось непривычным для Katauri Interactive ввиду относительной независимости в работе над предыдущими проектами. Такая политика компании заставила Дмитрия покинуть свой пост, оставив дальнейшую разработку игры 1C.

### MusicWars
В 2013 году началось сотрудничество компаний Katauri Interactive и KranX Productions, которое позже вылилось в совместную компанию «Неодинамика», где так же работает Александр Язынин.
Благодаря этому сотрудничеству началась разработка браузерной игры «MusicWars» в сотрудничестве с компанией «Destiny Development». Идея создания пришла из игр «Ботва» и «MyBrute». С годами «MusicWars» развилась до очень большого проекта, со своей большой аудиторией.

### LittleBigSnake
Следующей игрой Дмитрия в качестве геймдизайнера компании «Неодинамика» стала «LittleBigSnake», выпущенная в 2018 году. Дмитрий был вдохновлен игрой Slither.io, но в отличие от неё «LittleBigSnake» имеет намного больше игровых механик: рейтинговая таблица, игра в группе, охота, разные живые существа и игровые локации. Её издателем выступила компания «Addicting Games Inc».

### Планы
Дмитрий рассказал, что пытался вести переговоры с компаниям Wargaming по поводу игры Master of Orion: Conquer the Stars, которые провалились. Так же он сказал, что хотел бы продолжать делать тактические игры, но только тогда, когда появится издатель:

Разумеется у меня есть хорошие задумки для ряда тактических игр и приключенческих, самых разных размеров по бюджету. Регулярно в мыслях проигрывать разные геймплеи — это мое хобби. С упоением прошел Ni no Kuni II: Revenant Kingdom, начал SteamWorld Quest: Hand of Gilgamech, и конечно впереди любимая тактика, в которую я играю всю мою жизнь — это Fire Emblem. Всё это даст ещё больше мечт и пищи для творчества.

В данный момент (2022 год), по словам Дмитрия, он работает над двумя секретными мобильными играми.

## Образование
- После школы поступил в ДВПИ на специальность «Прикладная математика». Но, проучившись год, написал заявление: «Прошу отчислить меня по собственному желанию в связи с частичным разочарованием в выбранной специальности». Дмитрия не устраивало, что было много математики и мало программирования. После чего Дмитрий сменил свой факультет на Информационный.
- Поступил в ВГУЭС, где в дальнейшем 3 года преподавал программирование и создание БД под SQL Server.
- После обучения во ВГУЭС на экономической информатике, Дмитрий поступил в аспирантуру, работал он в отделе автоматизации преподавал программирование и БД. Об этом опыте он отзывался так:  «Играми я всегда был увлечён, а мои прекрасные студенты разделяли мои вкусы — играли со мной в Quake, а вместо скучных курсовых, писали игры».[2]

## Награды
- «Приз от прессы» КРИ Awards 2008[4][5].